# Me Lata
Me Lata és el nom artístic d'una parella d'artistes urbans activa des de 2015 amb seu a Barcelona. La seva obra consisteix en missatges i declaracions d'amor pintades en llaunes reciclades i penjades a les parets amb una lletra per envàs.
| «         | Amor abans de res, real abans de res. | » |
| — Me Lata |                                       |   |